# Нью-Джонсонвілл (Теннессі)
Нью-Джонсонвілл (англ. New Johnsonville) — місто (англ. city) в США, в окрузі Гамфріс штату Теннессі. Населення — 1804 особи (2020).

## Географія
Нью-Джонсонвілл розташований за координатами 36°0′59″ пн. ш. 87°58′10″ зх. д. / 36.01639° пн. ш. 87.96944° зх. д. (36.016448, -87.969457).  За даними Бюро перепису населення США в 2010 році місто мало площу 18,34 км², з яких 13,74 км² — суходіл та 4,60 км² — водойми.

## Демографія
Згідно з переписом 2010 року, у місті мешкала 1951 особа в 765 домогосподарствах у складі 576 родин. Густота населення становила 106 осіб/км².  Було 852 помешкання (46/км²).
Расовий склад населення:
| - 95,3 % — білих - 0,9 % — чорних або афроамериканців - 0,8 % — корінних американців - 0,1 % — вихідців з тихоокеанських островів - 0,1 % — азіатів - 1,1 % — осіб інших рас |

До двох чи більше рас належало 1,6 %. Частка іспаномовних становила 2,6 % від усіх жителів.
За віковим діапазоном населення розподілялося таким чином: 25,6 % — особи молодші 18 років, 57,9 % — особи у віці 18—64 років, 16,5 % — особи у віці 65 років та старші. Медіана віку мешканця становила 40,3 року. На 100 осіб жіночої статі у місті припадало 95,3 чоловіків;  на 100 жінок у віці від 18 років та старших — 92,4 чоловіків також старших 18 років.
Середній дохід на одне домашнє господарство  становив 60 940 доларів США (медіана — 49 871), а середній дохід на одну сім'ю — 69 855 доларів (медіана — 56 053). Медіана доходів становила 46 458 доларів для чоловіків та 31 806 доларів для жінок. За межею бідності перебувало 12,5 % осіб, у тому числі 18,2 % дітей у віці до 18 років та 6,4 % осіб у віці 65 років та старших.
Цивільне працевлаштоване населення становило 705 осіб. Основні галузі зайнятості: виробництво — 28,9 %, освіта, охорона здоров'я та соціальна допомога — 18,3 %, транспорт — 11,5 %, роздрібна торгівля — 8,1 %.